# Nghiệm pháp Allen
Trong y học, nghiệm pháp Allen (hay gọi là test Allen) là một nghiệm pháp thăm dò triệu chứng thực thể sử dụng trong khám sức khỏe về lưu lượng máu động mạch đến bàn tay. Edgar Van Nuys Allen mô tả nghiệm pháp này năm 1942. Năm 1952, Irving S Wright đã sửa đổi lại hầu như toàn bộ nội dung của nghiệm pháp ban đầu, đặt tên là nghiệm pháp Allen sửa đổi.

## Phương pháp

### Nghiệm pháp Allen gốc
Là nghiệm pháp do Allen đề xuất được thực hiện như sau:
1. Bệnh nhân được yêu cầu đồng thời nắm chặt cả hai nắm tay trong vòng 1 phút.
2. Ấn vào đồng thời động mạch quay ở hai tay cùng lúc để ngăn chặn dòng chảy.
3. Sau đó yêu cầu bệnh nhân mở nhanh các ngón tay của cả hai bàn tay và người khám so sánh màu sắc của cả hai bàn tay. Tay sẽ ấm và hồng trở lại
4. Thực hiện tương tự đối với động mạch trụ.

### Nghiệm pháp Allen sửa đổi
Khám từng tay một, thay vì khám hai tay cùng một lúc:
1. Đưa tay lên cao và bệnh nhân được yêu cầu nắm chặt tay trong khoảng 30 giây.
2. Ấn vào đồng thời động mạch quay và động mạch trụ để ngăn chặn dòng chảy.
3. Yêu cầu bệnh nhân vẫn để tay lên cao và mở bàn tay. Bàn tay trắng bệch.
4. Nhấc ngón tay chẹn động mạch trụ trong khi vẫn ấn ngón tay vào động mạch quay, quan sát màu sắc bàn tay hồng lại từ 5 đến 15 giây.

Nếu màu sắc bàn tay hồng hào trở lại như mô tả, nghiệm pháp Allen được coi là bình thường. Nếu bất thường, nguồn cung máu từ động mạch trụ cho bàn tay là không đủ. Lúc này, lấy khí máu động mạch ở động mạch quay là không an toàn.

## Ý nghĩa lâm sàng
Tính hữu ích của nghiệm pháp Allen sửa đổi còn nhiều nghi vấn, và không có mối tương quan trực tiếp nào với việc giảm biến chứng thiếu máu cục bộ của lấy khí máu động mạch ở động mạch quay đã từng được chứng minh. Năm 1983, Slogoff và đồng nghiệp đã làm khí máu động mạch quay 1.782 lần, phát hiện ra rằng 25% trong số đó bị tắc hoàn toàn động mạch quay nhưng không có tác dụng phụ rõ ràng. Một số báo cáo được công bố trong đó di chứng thiếu máu cục bộ vĩnh viễn vẫn xảy ra ngay cả khi nghiệm pháp Allen bình thường. Ngoài ra, các kết quả nghiệm pháp Allen dường như không tương quan với lưu lượng máu đầu chi. Kết quả này được chứng minh khi tiêm thuốc nhuộm huỳnh quang.
Có một số bản sửa đổi nội dung nghiệm pháp được đề xuất để cải thiện độ tin cậy.